# Cretoelaterium kazanovense
Cretoelaterium kazanovense is een keversoort uit de familie kniptorren (Elateridae). De wetenschappelijke naam van de soort is voor het eerst geldig gepubliceerd in 2008 door Alexeev.